# Watcher of the Skies
Watcher of the Skies est une chanson du groupe Genesis sortie en 1972, unique single de l'album Foxtrot. Elle ouvre l'album, idem pour le premier disque live du groupe Genesis Live publié en 1973. 
Le titre est inspiré d'un poème de John Keats datant de 1817, « On First Looking into Chapman's Homer »:

« Then felt I like some watcher of the skies

When a new planet swims into his ken; »

Le thème abordé est celui de la rupture entre l'homme et la nature.
Les paroles ont été écrites par Tony Banks et Mike Rutherford lors d’un test de son pour un concert à Naples. Alors qu’ils arpentaient le paysage désert de l’aérodrome où ils répétaient, ils se demandaient à quoi ressemblerait une Terre vide dans cet état si elle était étudiée par un visiteur extraterrestre. Les paroles ont été influencées par le roman de science-fiction d’Arthur C. Clarke de 1953 Childhood’s End (tout comme « Childhood’s End » de Pink Floyd en 1972 et « Childlike Faith in Childhood’s End » de Van der Graaf Generator en 1976). Les personnages de science-fiction Watchers ont également influencé les paroles.

## Musiciens
- Peter Gabriel : chant
- Steve Hackett : guitare électrique
- Mike Rutherford : basse

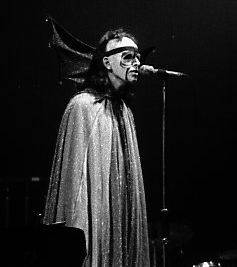
Peter Gabriel interprétant Watcher of the Skies en 1974 à Toronto.

- Tony Banks : Mellotron, orgue Hammond
- Phil Collins : batterie, chœurs

## Reprises
La pièce est interprétée par le groupe hommage à Genesis, Seconds Out, sur l'album de reprises de Genesis par divers artistes The River Of Constant Change - A Tribute To Genesis (1995), ainsi que par Robert Berry and Hush sur l'album Supper's Ready (1995).
La chanson est aussi reprise en concert par les groupes hommage canadiens Over the Garden Wall (Toronto) et The Musical Box (Montréal) et italien The Watch.